# Vaneeckeia germanus
Vaneeckeia germanus är en fjärilsart som beskrevs av Rothschild 1917. Vaneeckeia germanus ingår i släktet Vaneeckeia och familjen tandspinnare. Inga underarter finns listade i Catalogue of Life.